# Internationalisme
Internationalisme is een politieke stroming die streeft naar het vormen van een samenwerking van sociale bewegingen en naties in een internationaal samenwerkingsverband. Binnen dit samenwerkingsverband hebben de onderliggende deelnemers meestal nog een zekere zelfstandigheid en sancties tegen de deelnemers kunnen alleen in onderling overleg worden genomen. 
Binnen de internationale arbeidersbeweging vormde internationalisme de basis voor internationale solidariteit tegen het steeds internationaler opererende kapitalisme. Hierom spreekt men hier soms ook van proletarisch internationalisme. 
Op statelijk niveau wordt soms ook een centraal geleide uniestaat van landen en naties nagestreefd - deze tendens is terug te vinden bij bepaalde politici binnen de Europese Unie.

## Internationale samenwerking

### Voorbeelden
- Volkerenbond
- Benelux
- Cominform
- Verenigde Naties
- NAVO
- Postunie
- ILO
- Komintern
- Communistische Internationale
- Warschaupact
- Socialistische Internationale of Sociaaldemocratische Internationale

### Van inter- naar supranationalisme
Vormt men toch een bindende koepel op deelgebieden, dan ontstaat er een statenbond of confederatie. Wordt de samenwerking daarna nòg steviger dan tendeert men naar een federatie of bondsstaat, waarin communautaire problemen ontstaan indien de politieke belangen van de lidstaten onderschat worden. Komt er uiteindelijk één regerende macht die de anderen vervangt dan wel tot ondergeschikte overheid maakt, dan spreekt men over een supranationale macht. 
De Europese Unie is een mengvorm van een internationale en supranationale organisatie.

## Socialisme
In socialistische en marxistische politieke theorie is internationalisme het principe dat de werkende klasse zich wereldwijd, over landsgrenzen heen, moet verenigen en zich actief moet verzetten tegen nationalisme en oorlog om het kapitalisme omver te kunnen werpen. Het socialistische principe van internationalisme hangt nauw samen met de idee van internationale solidariteit. Socialistische denkers zoals Karl Marx, Friedrich Engels en Vladimir Lenin beschouwen klasse als de grote verdeler in de samenleving, meer dan noties van nationaliteit, ras of cultuur waarop natiestaten gebaseerd zijn.